# Bazsi
Bazsi là một thị trấn thuộc hạt Veszprém, Hungary. Thị trấn này có diện tích 9,1 km², dân số năm 2010 là 389 người, mật độ 43 người/km².